# Roelof Klein
Roelof Klein (født 7. juni 1877, død 12. februar 1960) var en hollandsk roer og olympisk guldvinder.
Klein vandt sammen med François Brandt guld i toer med styrmand ved OL 1900 i Paris, første gang denne disciplin var på det olympiske program. I semifinalen havde de Hermanus Brockmann som styrmand, men da han var for tung, blev han til finalen afløst af en cirka syv-årig lokal fransk dreng, som det aldrig siden har været mulig at identificere. Ved de samme lege vandt Klein også en bronzemedalje som del af den hollandske otter.
I sit civile liv var Klein ingeniør, og han arbejdede i første omgang for Shell. I 1910 immigrerede han til USA, hvor han boede til sin død i 1960.

## OL-medaljer
- 1900:  Guld i toer med styrmand
- 1900:  Bronze i otter